# Radio Hamburg
Radio Hamburg (RHH) ist ein privater Radiosender, der am 31. Dezember 1986 als erster lizenzierter Privatfunkveranstalter Hamburgs auf Sendung ging.

## Geschichte
Radio Hamburg ging am 31. Dezember 1986 um 11:00 Uhr zunächst mit der aufgezeichneten Ansage „Radio Hamburg, Leinen los!“ auf Sendung. Die erste Moderation der Sendergeschichte übernahmen Frank-Dieter Tausch und Carola Oppermann. In der Anfangszeit wurde die Musik mit Hilfe von Platten eingespielt, die Lieder wurden dann allmählich in einen Computer eingespeist. Radio Hamburg verfügte zu Sendebeginn über eine 40-köpfige Belegschaft, erster Programmdirektor war Rainer Cabanis. Der vom Heinrich-Bauer-Verlag, dem Axel-Springer-Verlag und der Ufa aufgebaute Sender begann seinen Rundfunkbetrieb mit der Ankündigung, sich vor allem an die Hörerschaft der 15- bis 45-Jährigen zu wenden und das Programm mit einem Musikanteil von rund 70 Prozent sowie mit Nachrichten zu jeder vollen Stunde (am Morgen alle halbe Stunde) zu gestalten. Im Juli 2022 schied Marzel Becker als Programmdirektor und Geschäftsführer aus.
Der Name Radio Hamburg wurde bereits nach dem Ende des Zweiten Weltkriegs von einem durch die britische Besatzungsmacht organisierten Rundfunksender geführt, dem späteren Nordwestdeutschen Rundfunk.

## Senderstandort
Die Redaktions- und Studioräume befanden sich bis August 2008 im St. Petri Haus am Speersort 10. Seit dem 27. August 2008 wird aus dem Semperhaus in der Spitalerstraße 10, gut 500 Meter vom alten Standort entfernt, gesendet. Radio Hamburg sendet zusammen mit Hamburg Zwei und Rock Antenne Hamburg im selben Funkhaus.

## Verbreitung
Der Sender war laut ma Radio von 1993 bis Ende 2006 Marktführer in Hamburg. Abgelöst wurde er im Februar 2007 durch NDR 90,3. Seit 2009 wechselt die Marktführerschaft zwischen den beiden Sendern.
Die terrestrische Sendefrequenz war zunächst die 95,0 MHz, dann die 103,6 MHz mit einer Sendeleistung von 80 kW (Reichweite etwa 100 km). Mit einem 2 kW-Sender in Otterndorf bei Cuxhaven (Frequenz 88,5 MHz) wird die zu Hamburg gehörende Insel Neuwerk versorgt. Das Empfangsgebiet umfasst damit neben Hamburg auch das südliche Schleswig-Holstein, das nördliche Niedersachsen sowie Bremen und das westliche Mecklenburg-Vorpommern. Seit Ende März 2017 ist Radio Hamburg neben Hamburg Zwei auch über DAB Plus im Kanal 11 C zu empfangen. Seit September 2020 wird nicht länger auf der terrestrischen Frequenz 104,0 MHz gesendet.
Vom 22. Juni 2015 bis Ende August 2017 lief das gemeinsame Nachtprogramm von Radio Hamburg und radio ffn, die Nordnacht, moderiert von Felix Rumpf. Ende August 2017 wurde das Projekt eingestellt.
Radio Hamburg ist in Hamburg im Kabel analog auf 88,05 MHz für Radio Hamburg und 91,85 MHz Radio Hamburg City und auch in beiden Versionen digital zu empfangen.

## Deutscher Radiopreis

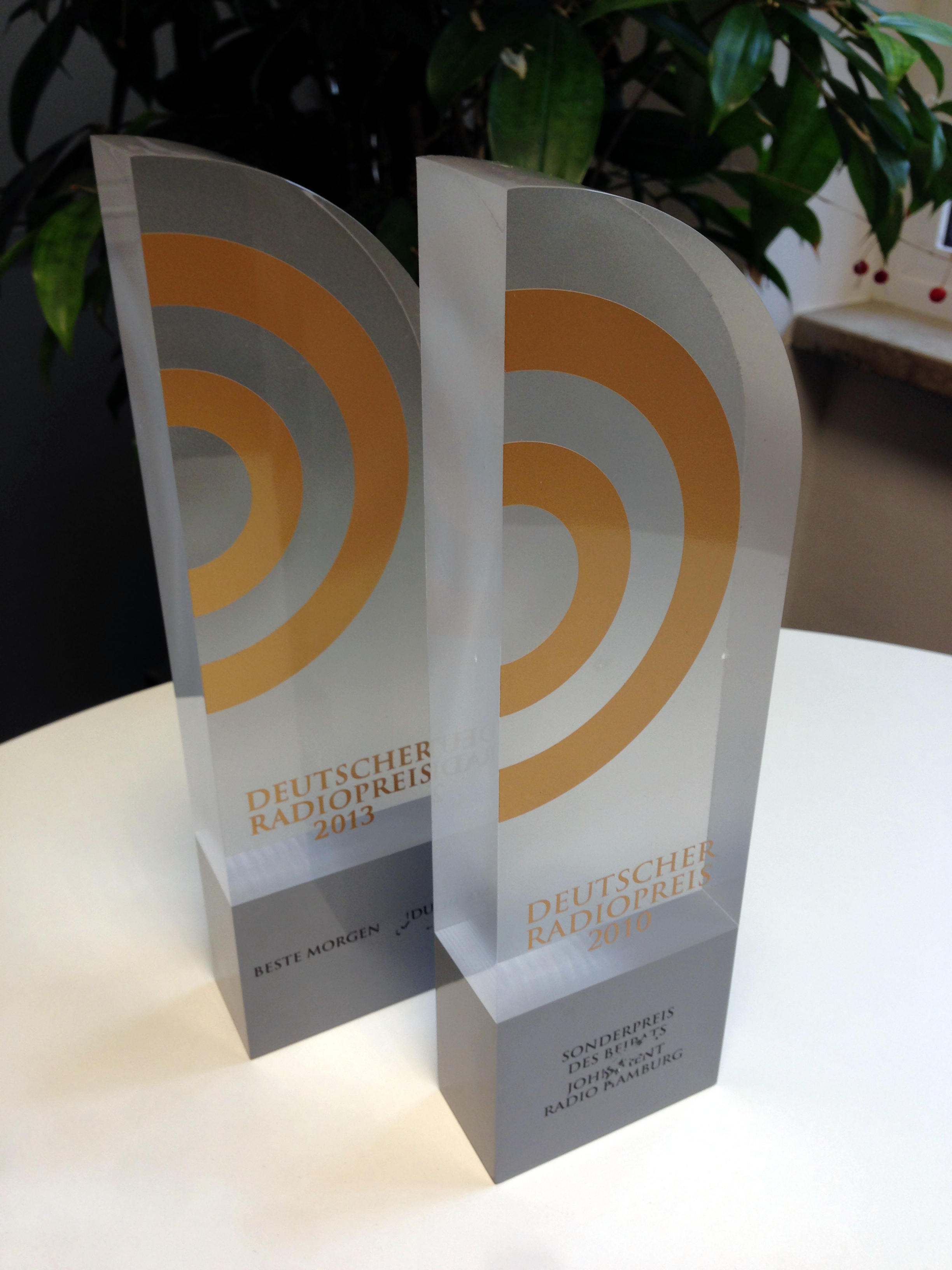
Deutscher Radiopreis: Die erhaltenen Auszeichnungen „Sonderpreis Lebenswerk John Ment“ (2010) und „Beste Morgensendung“ (2013)

Der Deutsche Radiopreis ist eine seit 2010 verliehene Auszeichnung der Hörfunkprogramme der ARD, Deutschlandradio und der privaten Radiosender in Deutschland.
- 2010 wurde Moderator John Ment bei der ersten Preisverleihung für sein Lebenswerk mit dem Sonderpreis ausgezeichnet.[10]
- 2013 und 2017 gewann die „Die Radio Hamburg Morning-Show“ als „Beste Morgensendung“.[11]
- 2018 wurde die Radio Hamburg News Show als „Beste Comedy“ ausgezeichnet.[12]

## Gesellschafter
Gesellschafter der Radio Hamburg GmbH & Co. KG sind
| Gesellschafter                                           | Kapitalanteile | Stimmrechtsanteile |
| -------------------------------------------------------- | -------------- | ------------------ |
| Axel Springer SE                                         | 35,00 %        | 25,00 %            |
| RTL Group                                                | 29,17 %        | 33,60 %            |
| Heinrich Bauer Verlag KG                                 | 25,00 %        | 28,80 %            |
| Lühmanndruck Harburger Zeitungsgesellschaft mbH & Co. KG | 5,83 %         | 6,80 %             |
| Morgenpost Verlag GmbH                                   | 5,00 %         | 5,80 %             |